# رأس الشيخ حميد
رأس الشيخ حميد هو رأس بين بداية خليج العقبة ونهاية البحر الأحمر ويقع إلى الغرب من جزيرتي تيران وصنافير غلى الغرب من مضائق تيران، ويتبع لمنطقة تبوك، السعودية.

## التسمية
لايوجد دليل أو مرجع لسبب التسمية لكن قيل انه كان هناك رجل صالح اسمه حميد بن عمران الحويطي في تلك المنطقة وكان محب للخير ويحرر العبيد وعندما توفى دفن فيها وبنيت قبة فوق قبره وكانو ينخو به "يا حميد يا فكاك الحديد من رقاب العبيد" "ياحميد يامنخي "وسميت بأسمه

## السياحة
تعتبر منطقة رأس الشيخ حميد من المناطق المميزة لهواة السباحة والغوص، حيث تتميز مياه المنطقة بالصفاء، كما يمكن للزائر رؤية جبال شرم الشيخ والطور ومضائق تيران حيث لا تزيد المسافة بينهما عن 17 كيلو متر.

## طائرة رأس الشيخ حميد
يرتادها الناس للأستمتاع بالشعب المرجانية وهواة الغوص وصيادي الأسماك وتبعد عن محافظة البدع 50 كم وعن مدينة تبوك 220 كم. في يوم الثلاثاء 25/9/1379هـ حطت طائرة برمائية أجنبية صغيرة في البحر عند شاطئ راس الشيخ حميد في التبة التي تقع على مدخل خليج العقبة القريبة من راس الشيخ حميد وكان بالطائرة أربعة أشخاص مالكها وثلاثة من رفاقه رجل وزوجته وصحفي برفقتهم، حيث شاهدوا راس الشيخ حميد وهم محلقون في الجو في رحلة سياحية وأعجبهم الموقع الجميل وهبطوا بطائرتهم على الشاطئ للأستمتاع بوقتهم دون محاذير حيث كان الوقت عصراً وقد تم الأبلاغ عن الطائرة وموقع هبوطها حيث اصيبت الطائرة بعطل مفاجئ في إحدى محركاتها ولم يتم اصلاحه حتى خيم الظلام على المنطقة وقد قام قائد الطائرة بارسال طلب المساعدة لأبراج المطارات القريبة مبيناً ما حدث منهم وقد ذكر افراد الحراسة في الموقع انهم سمعوا ازيز طائرة أخرى قادمة لمساعدتهم لكن الطائرة عادت ادراجها عندما علمت ان الطائرة هبطت في الأراضي الأقليمية السعودية كما أن إحدى البواخر كانت مغادرة خليج العقبة اعتذر قبطانها من تلبية النجدة لوجودهم في المياه الإقليمية السعودية وانهم ليسوا في خطر الغرق وقد فاوضت قوات أمن المنطقة في ذلك الوقت قائد وركاب الطائرة للنزول منها حيث إنهم كانوا يحاولون الهرب فتم التحفظ عليهم ونقلهم إلى مخيم في الموقع وتقديم الطعام والماء لهم ونقلهم إلى مدينة جدة واسكانهم في أحد الفنادق الكبيرة في ضيافة حكومة المملكة وزاروا سفارة بلدهم حسب طلبهم، وأكد بادخن مؤلف هذا الكتاب الذي تناول فيه العديد من الأحداث والذكريات أثناء فترة عمله في البدع في حقبة السبعينيات كونه أحد الذين تعاملوا مع حادثة هذه الطائرة بحكم عمله واحد شهود العيان ذكر أن الصحفي الذي كان ضمن ركاب هذه الطائرة نشر قصتها في إحدى المجلات في دولة غربية حيث أنه حرف القصة وكان هناك كذب وكل ما يخالف حقيقة هذه الطائرة التي أوردت قصتها كاملة. وبهذا يتضح للجميع حقيقة هذه الطائرة وأنها طائرة برمائية خاصة كانت في رحلة سياحية وليست طائرة حربية وما لفق حولها من القصص الخيالية علما بأن مؤلف الكتاب قد نشر كتابه المتضمن حقيقة الطائرة بعد إجازة هذا الكتاب.